# Charles Michelson
Pour les personnes ayant le même patronyme, voir Michelson.
Charles Michelson est un homme d'affaires français né à Fălticeni (Roumanie) le 29 octobre 1900 et mort le 23 mai 1970 dans le 8e arrondissement de Paris,. Il est le fondateur et dirigeant de plusieurs stations de radio et télévisions dont   Europe 1 et Télé Monte-Carlo.

## Téméraire pionnier des ondes
Il débute comme homme à tout faire d'Aristide Briand puis de Georges Mandel . En 1936, il saisit l'occasion de racheter une modeste station de radio privée à Tanger, qui bénéficie d'un vide juridique en termes de règlementation pour la radiodiffusion. En augmentant la puissance d'émission et en modernisant la station en plein cœur d'une zone internationale, Michelson est vite contraint à se voire refuser de trop étendre la couverture de Radio Tanger à la suite d'une loi votée spécialement par le gouvernement de l'époque puisqu'il redoute une influence extra-métropolitaine qu'il ne pourra pas contrôler. La guerre éclate, et il est forcé de céder sa société au gouvernement de Vichy.

## Expansion à la Libération
Il est fait prisonnier sous Vichy à Riom et s'évade pour rejoindre les États-Unis. Après la Libération, Léon Blum décide que l'État doit lui verser une très importante indemnité. En dédommagement de Radio Tanger, il veut obtenir Radio Andorre, mais l'opération, qui déchaîne les passions du monde journalistique et politique, n'aboutit pas. Il obtient alors 98 millions de francs et la fréquence en ondes courtes de Radio Monte-Carlo pour une durée de cinq ans, majoritairement détenue par la Sofirad et de fait par l'État français. Cependant, Michelson parvient à échanger cette concession pour celle de Télé Monte-Carlo que le ministre François Mitterrand lui accorde juste avant de quitter son poste, le 22 octobre 1949.
Là encore, les politiques s'emparent de l'affaire, notamment pour atteindre Mitterrand. La chaîne Télé Monte-Carlo est lancée le 19 novembre 1954. Michelson devient conseiller en communication du prince Rainier et son associé dans la Société monégasque de banques et de métaux précieux, mais il prépare, également en secret, le lancement de Télé Sarre et de la radio Europe N°1. Tout comme TMC, implantée à Monaco, ces deux antennes pourront exploiter un site d'émission en dehors de la France, plus exactement en Allemagne, dans la Sarre. Cette extraterritorialité permettra une certaine liberté de ton, publicitaire et de programmation.
En contrepartie de la mise en œuvre de la chaîne de télévision destinée au public germanophone Télé Sarre, l'Allemagne accorde une fréquence et un site de diffusion pour les émetteurs de la radio Europe No 1. Michelson réussit à convaincre l'un des créateurs de Radio Luxembourg (future RTL), Louis Merlin, de le rejoindre. Après avoir lancé et fait progresser avec succès la station de radio, Michelson est contraint de vendre  ses parts de la société à Sylvain Floirat,, le 17 juillet 1956 contre la somme considérable pour l'époque, de 245 millions de francs, qu'il tentera en 1962 de renégocier à la hausse mais en vain auprès des Tribunaux, après la considérable croissance de la station dirigée par Floirat. L'affaire rejaillit alors jusqu'au sommet des États français et monégasque que la presse s'empresse de relater avec notamment, un article en couverture du quotidien Le Monde daté du 27 janvier 1962 et Le Figaro, le lendemain.
Avec l'argent qu'il a touché de l'État après la Libération, il s'associe à des plaignants pour faire des procès et partager le bénéfice des indemnités ou dommages-intérêts obtenus.
Il meurt le 23 mai 1970 à Paris des suites d'une crise cardiaque.